# Björkön (Lule-archipel)
Björkön, Berkeneiland, is een eiland behorend tot de Lule-archipel. Het eiland maakt deel uit van een aantal eilanden dat door de postglaciale opheffing geheel of bijna geheel aan het vasteland is vastgegroeid. Dat vasteland bestaat uit het alweer voormalige eiland Hertsön. Björkön kan nog als een echt eiland worden beschouwd, tussen dit eiland en de rest ligt Trångsundet, een zeearm, en Blötviken, een baai. Björkön is door een eigen weg met de overige eilanden verbonden, die langs de zomerhuisjes loopt. Er staan meer huisjes, maar die zijn alleen vanaf zee of via zandpaden te bereiken.
Er liggen het meer Glon en nog meer in het zuiden van het eiland, er zijn moerassen op het eiland en er ligt een meer dan 40 meter hoge heuvel. Dat is voor de omgeving vrij hoog. Zoals Björkön tegen het vasteland is komen te liggen, zo is het eiland Tallholmen tegen Björkön aan komen te liggen en dat vormt nu de noordelijkste punt van het eiland.
De Lule-archipel ligt in het noorden van de Botnische Golf en hoort bij Zweden.